# Сату Мякеля-Нуммела
Сату Мякеля-Нуммела  (фін. Satu Mäkelä-Nummela, 26 жовтня 1970) — фінський стрілець, олімпійська чемпіонка.

## Виступи на Олімпіадах
| Олімпіада  | Дисципліна       | Місце |
| ---------- | ---------------- | ----- |
| Пекін 2008 | траншейний стенд | 1     |